# 乙酸十二酯
乙酸十二酯（或称为 乙酸月桂酯），是一种羧酸酯，化学式CH3COO(CH2)11CH3，可作为香水添加剂。